# Hammond-Gletscher
Der Hammond-Gletscher ist ein rund 65 km langer Gletscher an der Saunders-Küste des westantarktischen Marie-Byrd-Lands. In den Ford Ranges fließt er an der nordöstlichen Flanke der Haines Mountains in nordwestlicher Richtung zum Sulzberger-Schelfeis.
Teilnehmer der zweiten Antarktisexpedition (1933–1935) des US-amerikanischen Polarforschers Richard Evelyn Byrd entdeckten ihn 1934. Byrd benannte ihn nach dem Mineningenieur und Philanthropen John Hays Hammond (1855–1936).